# Линия Арпада
Линия Арпада (венг. Árpád-vonal; рум. Linia Árpád; укр. Лінія Арпада) — оборонительная линия, создававшаяся венгерскими войсками в Восточных Карпатах в 1939 — 1944 годах против наступающей Красной Армии и протянувшаяся почти на 600 километров. Линия Арпада не была сплошной, а состояла из отдельных узлов обороны, основу которой составляли УРы, эшелонированные на глубину до 60 км. Крайние элементы: Дукельский перевал на западе и Яблунецкий перевал на востоке. Заданием предусматривалось строительство эффективной линии обороны с минимальными расходами за кратчайший срок.
Оборону на линии Арпада в рамках Восточно-Карпатской операции вела армейская группа ген. Хейнрици в составе немецкой 1-й танковой армии и 13-й пехотной дивизии 1-й венгерской армии которым противостояли войска Первого и Четвёртого Украинских фронтов. Только на участке Четвёртого Украинского фронта было построено 99 опорных пунктов, 759 ДОТов, 394 ДЗОТа, 439 открытых огневых рубежей, 400 км траншей и стрелковых окопов, 135 км противотанковых сооружений.

## Украинский участок
- Керешмезское направление. В Керешмезе (старое название села Ясиня) на площади в несколько десятков квадратных километров разместилось 50 ДОТов, большое количество одноместных бетонных стрелковых позиций, противотанковых надолбов, проволочных заграждений. Советские войска смогли овладеть данным укреплённым районом 28 сентября 1944 года в ходе Восточно-Карпатской операции, воспользовавшись обходным манёвром через Свидовецкий хребет. Обороняющиеся, потеряв до двух третей личного состава, были вынуждены отступить с занимаемых позиций.
- Ужокский перевал. Перед Ужокским перевалом также был создан мощный узел обороны. На склонах гор было вырыто много окопов, усиленных 30 ДОТами и 60 ДЗОТами.
- Мукачевское направление. Не менее укреплённым считалось и мукачевское направление. Укрепления состояли из двух мощных узлов обороны полевого типа на перевалах и шести узлов долгосрочной обороны, которые «закрывали» долину речки Латорица. Традиционные многорядные противотанковые надолбы, минные поля, лесные завалы. 37 ДЗОТов и 95 ДОТов.
- Хустское направление. На хустском направлении, к которому относился укрепрайон на околице села Синевир, было размещено 5 узлов обороны за перевалами, и узлом обороны полевого типа по государственной границе. «Закрывались» долины речек Теребля и Рика. От села Майдан до перевала долина была перекрыта одиннадцатью рядами противотанковых надолбов, 40 ДОТами и 15 ДЗОТами.